# Survivor Česko & Slovensko
Survivor Česko & Slovensko je česko-slovenská verze světové reality show Survivor. Show vznikla ve spolupráci s tureckou produkční společností Acun Medya Global. První řada měla premiéru 18. ledna 2022 na TV Nova a TV Markíza, finále bylo odvysíláno 6. května 2022. První díl byl zveřejněn o den dříve na videoportálu Voyo, obdobný postup byl zvolen i pro finálovou epizodu. Moderátory byli sportovní komentátor Ondřej Novotný a model Martin Šmahel. Druhá řada měla premiéru 1. února 2023 na TV Nova, finále bylo odvysíláno 18. května 2023. Moderátorem byl, stejně jako v první řadě sportovní komentátor Ondřej Novotný.
Principem této show je vysazení skupiny lidí na izolovaném místě, kde si musí sami obstarat jídlo, oheň a přístřeší. Soutěžící jsou postupně vyřazováni ze hry na kmenových radách v tajné volbě a v následném duelu. Tento cyklus se opakuje do chvíle, než zbude jen několik posledních soutěžících. Z těch vyberou ti hráči, kteří ze soutěže vypadli po sloučení kmenů, vítěze, který získá 2 500 000 Kč. Vítězem první řady se po 68 dnech na ostrově stal Vladimír Čapek. Po odvysílání 1. řady bylo zájemcům umožněno přihlašování do další řady reality show. Vítězem druhé řady se po 74 dnech na ostrově stal Tomáš Weimann. Premiéra 3. řady se uskutečnila na platformě Voyo dne 27. února, a o týden později byla řada vysílána také na TV Nova. Vítězem třetí řady se po 77 dnech na ostrově stal Martin Mikyska, známý též jako Mikýř. Vítězem čtvrté řady se stal Pavel Tóth.
Předchůdcem této show byl v letech 2017–⁠2018 Robinsonův ostrov a v roce 2006 Trosečník.

## Obecná pravidla
Skupina trosečníků je rozdělena do několika kmenů a mají své vlastní barvy, vlajku a znak. Trosečníci jsou nuceni přežívat v divočině bez jakýchkoli moderních vymožeností. V průběhu soutěže se konají náročné souboje o odměny, například o jídlo nebo vybavení pro snadnější přežití, nebo o imunitu. Kmen, který prohraje souboj o imunitu, musí navštívit kmenovou radu, kde ze svého středu vybere jednoho a ten musí hru opustit.
Jakmile zbývá menší počet trosečníků, asi v polovině hry, jsou kmeny sloučeny v jeden a trosečníci musí soutěžit každý sám za sebe. Individuální imunita nyní chrání pouze jednotlivce. Když prohrají tak opustí hru i ostrov, jdou do hotelu a vrátí se do hry jako člen poroty. Porota se účastní všech následných kmenových rad a sbírá cenné informace k nejdůležitějšímu rozhodnutí: na závěrečné radě, kdy jsou ve hře zbylí trosečníci, zvolí vítěze.

## Přehled řad
| No. | Lokace                            | Premiéra       | Finále          | Dny | Hráči | Původní Kmeny                                                               | Vítěz          | Finalisti           | Finalisti           | Hlasování     | Moderátor      |
| 1   | La Romana, Dominikánská republika | 17. ledna 2022 | 6. května 2022  | 68  | 24    | Dva kmeny po dvanácti nových trosečnících, rozdělení na celebrity a neznámé | Vladimír Čapek | Veronika Přikrylová | Veronika Přikrylová | 7-1           | Ondřej Novotný |
| 2   | La Romana, Dominikánská republika | 25. ledna 2023 | 18. května 2023 | 74  | 24    | Dva kmeny po dvanácti nových trosečnících, rozdělení na celebrity a neznámé | Tomáš Weimann  | Martin Konečný      | Martin Konečný      | 5-4           | Ondřej Novotný |
| 3   | La Romana, Dominikánská republika | 27. února 2024 | 18. června 2024 | 77  | 24    | Dva kmeny po dvanácti nových trosečnících, rozdělení na celebrity a neznámé | Martin Mikyska | Nikola Kabátová     | Nikola Kabátová     | 6-3           | Ondřej Novotný |
| 4   | La Romana, Dominikánská republika | 18. února 2025 | 4. června 2025  | 77  | 24    | Dva kmeny po desíti hráčích rozdělených podle pohlaví                       | Pavel Tóth     | Michael Skalický    | Natálie Kotková     | 6-2-1         | Ondřej Novotný |
| 5   | Bude oznámeno                     | 2026           | 2026            | 77  | 24    |                                                                             | Bude oznámeno  | Bude oznámeno       | Bude oznámeno       | Bude oznámeno | Ondřej Novotný |

## Výhody a zvraty ve hře (za všechny série)
ZVRATY
- Souboj pohlaví –⁠ Trosečníci byli rozděleni do kmenů podle pohlaví.
- Mise –⁠ Z obou kmenů je vybrán jeden, nebo více trosečníků. Ti jsou odvezeni na jedno místo, kde musí splnit individuální nebo společný úkol, aby získali nějakou výhodu do hry (skrytá imunita, křesadlo a další). V případě prohry naopak něco ztratí (hlas na kmenové radě, křesadlo a další). Mise se může týkat také pouze jednoho trosečníka.
- Vyloučení v souboji o individuální imunitu –⁠ Hráč, který vypadne jako první v souboji bude automaticky vyloučen.
- Sloučistec –⁠ Před posledním soubojem o kmenovou imunitu se kmeny promíchají. Vítězný kmen získá slučovací hostinu. Poražený čeká poslední kmenová rada před sloučením, kde bude jeden z jeho členů vyloučen. Na kmenové radě hlasují všichni hráči ve hře.
- Nádoby osudu –⁠ Ve hře je devět nádob. Šest má uvnitř krev, zatímco tři vodu. Každý trosečník, který je na kmenové radě vyhlasován si musí jednu nádobu vybrat a rozbít ji. Pokud je v ní krev, trosečník vypadává bez duelu. Pokud voda, trosečník s nejvíce hlasy si k sobě vybere druhého duelanta a poté probíhá duel.
- Únos –⁠ Nic netušící kmeny vyšlou na povel každý dva hráče do druhého kmene s neznámým účelem na neznámo dlouho. Ti tam stráví noc a následně jsou vyzváni, aby se vrátili do svého kmene s jedním dalším členem kmene, kde jsou pouze na návštěvě. Vybírají pouze dle vlastního uvážení bez možnosti se poradit se svým kmenem. Takto složené kmeny pokračují v soutěži.
- Vyřazovací hra pro tři hráče –⁠ Nahrazuje klasický duel. Účastní se jí vyhlasovaný trosečník z kmenové rady a další dva trosečníci, zvoleni držiteli individuální imunity. Ti jsou dva, jelikož v souboji se hrálo o dvě imunity.
- Promíchaní kmenů –⁠ V jeden moment je jeden nebo více trosečníků promícháno mezi kmeny.
- Sabotáž –⁠ Nejprve je z každého kmene vyslán jeden hráč na neznámou misi. Tam je představena nabídka stát se ve druhém kmeni sabotérem až do příští kmenové rady. V případě, že je sabotér úspěšný a kmen kde působí nezíská kmenovou imunitu, získává jako odměnu skrytou imunitu platnou až do sloučení. Svojí roli nesmí prozradit pod pohrůžkou ztracení hlasu na příští kmenové radě. Pokud se rozhodne nesabotovat nic neztratí, ale ani nezíská a pouze je v druhém kmeni na návštěvě. Kmeny nic z toho co se stalo netuší. Je jenom na potenciálních sabotérech, jak situaci zvládnou.
- Tichá pošta –⁠ Každý z obou kmenů kmene si vybere hráče z protějšího kmene, kterému pošle na ostrov dopis. Je možné poslat více dopisů jednomu hráči, nebo třeba i poslat anonym.
- Hlasovaná výměna –⁠ Na kmenové radě je jako zvrat ve hře určeno, že místo hráče k vyřazení je odhlasován hráč, který se přidá k druhému kmeni. Ten ovšem zároveň ztrácí hlas na příští kmenové radě. Může se ale během ní rozhodnout, že se chce vrátit do svého původního kmene.
- Souboj o polovinu imunity – V souboji o individuální imunitu, se hraje ve dvojicích. Každý z dvojice získá půlku imunity a na kmenové řadě se musí dvojice rozhodnout, kdo z těch dvou bude v bezpečí.

VÝHODY
- Talisman Ukradení hlasu –⁠ Ve hře jsou dva tyto talismany, musí být zahrány oba aby byla výhoda platná. Umožňuje na kmenové radě ukrást komukoliv jeho hlas.
- Ukradení hlasu – Umožnuje hráči ukrást hlas
- Symbol skryté odměny –⁠ Umožňuje jít na odměnu i když ji prohrál, nebo na ni nebyl pozván.
- Skrytá imunita –⁠ Ruší všechny hlasy pro trosečníka, který ji zahrál na kmenové radě.
- Veto skryté imunity – Umožňuje zrušit platnost symbolu skryté imunity.
- Hlas navíc –⁠ Na kmenové radě získává trosečník k danému jednomu hlasu ještě jeden další navíc.
- Výhoda s varováním – Aby hráč získal výhodu, musí splnit úkol, pokud jej nesplní, ztrácí hlas.
- Osudová výhoda –⁠ Umožňuje majiteli společně s celým kmenem opustit kmenovou radu bez hlasování. Namísto nich se druhý kmen zúčastní náhlé kmenové rady. Zároveň tato výhoda ruší duel a vyloučeným se tak stane trosečník s nejvíce hlasy.

## Sledovanost
| No. | Premiéra                                                   | Finále                                                     | Sledovanost premiéry | Sledovanost premiéry | Sledovanost finále | Sledovanost finále |
| No. | Premiéra                                                   | Finále                                                     | Česko                | Slovensko            | Česko              | Slovensko          |
| --- | ---------------------------------------------------------- | ---------------------------------------------------------- | -------------------- | -------------------- | ------------------ | ------------------ |
| 1   | 17. ledna 2022 (Voyo) 18. ledna 2022 (TV Nova, TV Markíza) | 5. května 2022 (Voyo) 6. května 2022 (TV Nova, TV Markíza) | 650 000              | 230 000              | 454 000            | —                  |
| 2   | 25. ledna 2023 (Voyo) 1. února 2023 (TV Nova)              | 17. května 2023 (Voyo) 18. května 2023 (TV Nova)           | 388 000              | —                    | 277 000            | —                  |
| 3   | 27. února 2024 (Voyo) 5. března 2024 (TV Nova)             | 18. června 2024 (Voyo) 19. června 2024 (TV Nova)           | 274 000              | —                    | 195 000            | —                  |
| 4   | 18. února 2025 (Voyo) 19. února 2025 (TV Nova)             | 4. června 2025 (Oneplay) 5. června 2025 (TV Nova)          | 222 000              | —                    | —                  | —                  |